# Cremnops variceps
Cremnops variceps är en stekelart som först beskrevs av Cameron 1907.  Cremnops variceps ingår i släktet Cremnops och familjen bracksteklar. Inga underarter finns listade i Catalogue of Life.